# 12472 Samadhi
12472 Samadhi este un asteroid din centura principală de asteroizi.

## Descriere
12472 Samadhi este un asteroid din centura principală de asteroizi. A fost descoperit pe 3 februarie 1997 la Kitt Peak National Observatory în cadrul proiectului Spacewatch. El prezintă o orbită caracterizată de o semiaxă mare de 2,39 ua, o excentricitate de 0,13 și o înclinație de 3,0° în raport cu ecliptica.